# اکتاش، الاس
اکتاش، الاس (به لاتین: Aktaş, Ulus) یک منطقهٔ مسکونی در ترکیه است که در استان بارتین واقع شده‌است.

## خصوصیات
اکتاش ۱۳۹ نفر جمعیت دارد.